# Synagogue de Tübingen (1882-1938)

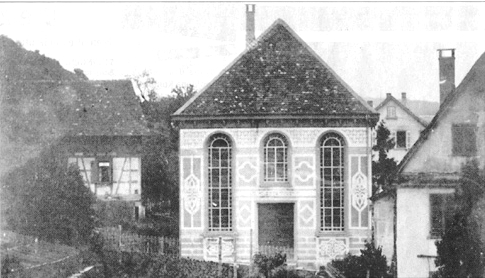
La synagogue de Tübingen vers 1882

La synagogue de Tübingen, inaugurée en 1882, a été détruite en 1938 lors de la nuit de Cristal comme la plupart des autres lieux de culte juif en Allemagne.
Tübingen est une ville allemande du Land de Bade-Wurtemberg, à 35 km au sud de Stuttgart. Elle compte actuellement un peu moins de 90 000 habitants. La ville est renommée pour son université créée en 1447. 

## Histoire de la communauté juive

### Au Moyen Âge
La présence de Juifs à Tübingen est attestée en 1335. On ignore le sort des Juifs de la ville pendant les persécutions antisémites survenues pendant la peste noire en 1348-1349. Au Moyen Âge, ils résident dans le quartier de la Judengasse (ruelle aux Juifs), encore dénommée ainsi de nos jours, après avoir été renommée temporairement Schotteigasse en 1943. Le quartier est connu sous le nom de Süße Löchle (Petit trou sucré) provenant de l'odeur des épices ou d'un Juif dénommé Süßlin. Dans la Judengasse se trouvent les institutions de la communauté, comme la synagogue et des Mikves (bains rituels) qui semblent avoir existé dans plusieurs maisons de la rue. De nos jours, au sous-sol de maisons du 1; 3A et 7 de la Judengasse, on découvre des fontaines en forme de bac, dont la fonction n'est pas clairement établie. On n'a pas pu démontrer l'existence d'un cimetière dans les environs immédiats de la ville. Le cimetière juif de Rottenburg était peut-être commun aux deux communautés.    
En 1477, à l'occasion de la fondation de l'université, le comte Eberhard V de Wurtemberg ordonne l'expulsion de tous les Juifs de la ville. 

### Temps modernes
Ce n'est qu'en 1848 que des Juifs ont de nouveau l'autorisation de résider en ville. Le premier à s'installer est Leopold Hirsch de Wankheim, qui est rapidement suivi par plusieurs familles. Une communauté juive est rétablie après près de 400 ans d'absence, et une synagogue inaugurée en 1882. 
À partir du milieu du XIXe siècle, la population juive croit fortement: en 1869, on compte 34 habitants juifs soit 0,4 pour cent de la population totale de 9 300 habitants; en 1886, leur nombre est de 106 et en 1900 de 100 soit 0,7 pour cent de la population de la ville de 15 388 habitants. Le maximum est atteint en 1910 avec 139 habitants juifs sur une population totale de 19 076 habitants, soit 0,7 pour cent. En raison de la crise économique et de la montée de l'antisémitisme, le nombre de Juifs va commencer décroitre. En 1925 ils ne sont plus que 82 pour un total de 20 276 habitants. À la communauté juive de Tübingen sont rattachées en 1924 les villes de Reutlingen et de Rottenburg am Neckar où vivent respectivement 36 et 6 Juifs. En 1932, les villes de Balingen, Bronnweiler, Gomaringen, Metzingen, Reutlingen, Rottenburg et Tailfingen où vivent des Juifs, dépendent de la communauté de Tübingen. 
L'intégration des nouveaux citoyens juifs se réalise rapidement dans la seconde moitié du XIXe siècle. Le marchand Leopold Hirsch est membre de la garde municipale à cheval, le banquier Friedrich Weil et l'opticien Jakob Dessauer appartiennent à l'Association des citoyens et l'avocat Simon Hayum est conseiller municipal.  
Des étudiants juifs sont inscrits à l'université, mais font souvent face à l'hostilité de leurs condisciples non-juifs. En 1880, un étudiant juif répondant à une provocation d'un étudiant non-juif le provoque en duel et le tue:
«  L'incitation hideuse des passions les plus basses contre les Juifs en Allemagne porte toujours de tristes fruits. À peine répandues la nouvelle du duel à Hanau, que l'on doit signaler ici le même incident. Les duellistes étaient l'étudiant Karl Grimm de Brück dans le Brandebourg et Tykociner de Varsovie. Le premier s'est rendu coupable d'une provocation envers ce dernier qui est juif. Pendant le duel, Tykociner a marqué Grimm au cœur. Tykociner s'est volontairement rendu au tribunal qui la laissé libre sous caution de 2 000 marks. Mais il a été ensuite de nouveau arrêté. »
La communauté juive possède une synagogue et une école religieuse. Les morts sont enterrés au cimetière juif de Wankheim, distant d'environ 6 km. L'enseignant religieux conduit les offices et est en même temps Hazzan (chantre) et Shohet (abatteur rituel). La communauté dépend du rabbinat de district de Mühringen puis à la suite du transfert du siège en 1913, du rabbinat de district de Horb am Neckar. 
Pendant la Première Guerre mondiale, la communauté perd au front deux de ses membres. Leur nom est inscrit dans le livre commémoratif de la ville. 
En 1924, la communauté compte 82 membres. Les responsables de la communauté sont le Dr Julius Katz et Mrs Jakob Oppenheim, Kuno Lehrmann, Adolf Dessauer, Ludwig Marx et B. Dreifuß. L'enseignant et officiant est Mr. Kuno Lehrmann. Il enseigne l'instruction religieuse à 16 enfants de la communauté à l'école religieuse, et donne des cours de religion dans les écoles secondaires de la ville. En 1932, le président de la communauté est le Dr Katz. Depuis 1925, le professeur de religion est le Dr Josef Wochenmark qui enseigne au cours de l'année scolaire 1931-1932 à 14 élèves. 
La communauté possède deux associations, la Frauenverein (Association des femmes) et la Synagogenchorverein (Association de la chorale de la synagogue).  
Jusqu'en 1933, les Juifs sont parfaitement intégrés à la vie économique de Tübingen. Ils sont propriétaires d'entreprises commerciales et artisanales ou exercent une profession libérale. On trouve entre autres trois marchands de bétail et un de chevaux, deux confectionneurs pour femmes et deux pour homme, un commerce d'articles de cuisine, un de tapis et moquettes, un opticien, un cabinet d'avocats dont les trois associés sont juifs, un éditeur de journaux et un commanditaire bancaire. La communauté s'inquiète du nombre de mariages mixtes comme le prouve la réunion de l'Association des femmes israélites en 1932: 
« Le 24 février, à l'invitation de l'Association des femmes israélites de Tübingen, le professeur principal de religion a parlé des mariages mixtes dans le judaïsme en présence de nombreux membres et invités. L'orateur a commencé par présenter des données statistiques sur l'augmentation des mariages mixtes au cours des dernières décennies, afin d'examiner les raisons de cette regrettable évolution pour le judaïsme, puis a parlé des moyens à son avis appropriés, pour limiter le nombre de mariages mixtes. Son appel aux parents pour qu'ils se consacrent davantage à l'éducation religieuse de leurs enfants, comme la totalité de son discours ont été chaudement applaudis…. »
Dès 1930, l'agitation antisémite est perceptible. En 1931, des habitants juifs sont roués de coups et des entreprises détenues par des Juifs sont recouvertes d'inscriptions antisémites par des étudiants membres de la SA.      

### La période nazie
En 1933, à l'arrivée au pouvoir d'Hitler, 88 Juifs vivent à Tübingen, représentant 0,4 pour cent de la population totale de 23 257 habitants. L'association des étudiants de Tübingen est fortement antisémite. Le 7 février 1933, le Comité général des étudiants exhorte un professeur à se débarrasser de ses assistants juifs et de les remplacer par des allemands. Dès juin, les Juifs n'ont plus l'autorisation de se rendre dans les piscines municipales de la ville. 
En raison du boycott économique, de la privation de leurs droits civiques, et des nombreuses intimidations, en 1938, une partie de la population juive a déjà quitté la ville et a soit émigré soit essayé de se réfugier dans les grandes villes allemandes.  
Lors de la nuit de Cristal du 9 au 10 novembre 1938, la synagogue est incendiée. En 1941 et 1942, 14 des derniers habitants juifs sont déportés vers Riga, Izbica, Theresienstadt et Auschwitz.  
Le mémorial de Yad Vashem de Jérusalem et le Gedenkbuch - Opfer der Verfolgung der Juden unter der nationalsozialistischen Gewaltherrschaft in Deutschland 1933-1945 (Livre commémoratif – Victimes des persécutions des Juifs sous la dictature nazie en Allemagne 1933-1945) répertorient 42 habitants nés, ou ayant vécu longtemps à Tübingen parmi les victimes juives du nazisme.
Une plaque fixée en 1983 sur un des murs de la Stiftskirche (collégiale) place Holzmarkt, rappelle le souvenir des victimes des persécutions de 1933 à 1945. Dans le nouvel auditorium de l'université dans la Wilhelmstrasse, depuis 1984, une plaque commémore les 11 anciens élèves de l'université assassinés. Dans le cimetière juif de Wankheim, se trouve depuis 1947, une pierre commémorative portant le nom de 14 juifs de Tübingen assassinés par les nazis. 

## Histoire de la synagogue

### Au Moyen Âge
Une synagogue existe déjà au Moyen Âge, dans le quartier de la Judengasse (ruelle aux Juifs), probablement à l'emplacement actuel d'une grange abandonnée au 2 et 4 de la rue (ancien bâtiment numéro 276).

### Temps modernes
Après 1848 et l'arrivée à Tübingen des premiers Juifs en provenance de Wankheim, et ultérieurement d'autres villes, les familles utilisent les installations cultuelles de la communauté de Wankheim. En mai 1882, à la demande des responsables de la communauté juive de Wankheim, les autorités juives décident de transférer le siège des communautés juives de Wankheim, de Reutlingen et de Tübingen à Tübingen. Peu de temps auparavant, les autorités juives avaient approuvé la démolition de la synagogue de Wankheim et la construction d'une nouvelle synagogue à Tübingen. Le 8 avril 1882, après le chabbat, un service d'adieu solennel se déroule à la synagogue de Wankheim. Les travaux de construction de la nouvelle synagogue de Tübingen commencent en utilisant une partie des matériaux, comme les pierres, les poutres en bois, de la synagogue de Wankheim.      
La demande de permis de construire est déposée le 5 mai 1882, avec les consentements écrits des riverains de la Gartenstrasse. Le permis est accordé le 13 mai sans opposition par le conseil municipal présidé par le bourgmestre Julius Goes. Lors d'un office célébré dans le local provisoire fourni par les autorités municipales jusqu'à l'achèvement de la synagogue, le rabbin du district Dr Michael Silberstein de Mühringen, souligne l'accueil chaleureux comme preuve qu'à Tübingen un « esprit ouvert et lumineux, l'esprit de bienveillance mutuelle, le respect et la tolérance prévalent et l'emportent ». En huit mois, sous la direction de l'architecte en chef de la municipalité Riekert, la construction de la nouvelle synagogue est terminée. Située 33 Gartenstrasse, la synagogue est un bâtiment de forme longitudinale orienté d'est en ouest, de 8,85 mètres de large par 14,07 mètres de long, mélange de style classique avec des allusions à la Renaissance et au roman et de style mauresque. Dans la salle de prière, le plafond est traditionnellement peint en bleu sur fond blanc, avec des étoiles couleur or. À l'origine la façade de la synagogue n'est pas uniforme mais a fait l'objet d'une décoration de différentes couleurs comme en témoigne une photo datant de 1882. Dans une autre photo prise autour de 1930, le bâtiment a été traité avec un plâtre de couleur claire uniforme.
L'inauguration solennelle de la synagogue a lieu le vendredi 8 décembre 1882 et le samedi 9, et coïncide avec la fête de Hanoucca. Le vendredi après-midi, une grande assemblée en fête se rassemble devant la maison du 2 Gartenstraße, à trois heures précises, et de là se rend à la synagogue dans l'ordre suivant: les écoliers juifs, les porteurs de rouleaux de Torah, les rabbins et les dirigeants de la communauté juive, les invités d'honneur et les membres de la communauté. Devant l'entrée de la synagogue, un choral est joué par une fanfare, puis le rabbin du district Dr Silberstein tient un premier discours. Après l'entrée dans la synagogue, puis un chant choral, le soulèvement des rouleaux de Torah et le sermon du Dr Silberstein, la synagogue est ainsi consacrée « comme lieu de rassemblement et d'union pacifique ». Après lui, encore deux rabbins et six chantres viendront prêcher en chaire. La cérémonie religieuse se termine par l'office du vendredi soir. Le samedi le service du Chabbat se tient à 9 heures, et le soir, un diner est donné dans la salle basse du musée suivi d'un programme de distraction. Le soir à neuf heures et demie, un télégramme est envoyé à Bebenhausen au roi Charles écrit selon les termes pompeux de l'époque : « La communauté israélite de Tübingen, rassemblée à l'occasion de l'inauguration de leur nouvelle synagogue, exprime des sentiments d'admiration, d'amour et de fidélité à Sa Majesté le Roi, et se permet de déposer avec déférence cette dévotion au pied du Trône royal. Le rabbin du district et le président de la communauté ».   
En 1886, l'éclairage électrique est installé dans la synagogue. 
En janvier 1928, la synagogue fait l'objet d'une première attaque par jets de pierres qui détruisent une des grandes fenêtres et du mobilier.
Malgré les craintes pour l'avenir, la communauté juive célèbre solennellement, le 25 décembre 1932, le cinquantenaire de la synagogue. Après un sermon prononcé par le maître principal, Josef Wochenmark, le rabbin du district, Dr Abraham Schweizer, fait un discours en tant que président du Conseil supérieur israélite.    

### Destruction de la synagogue
La synagogue est détruite lors de la nuit de Cristal du 9 au 10 novembre 1938. Vers minuit, une dizaine d'hommes et une femme, pénètrent dans la synagogue et pillent les objets de culte en argent. Les rouleaux de Torah sont jetés dans le Neckar. Parmi les pillards, se trouvent le Kreisleiter (chef d'arrondissement) du Parti nazi et le bourgmestre.  Entre trois heures et quatre heures du matin, la synagogue est incendiée. Un voisin accouru pour essayer d'éteindre l'incendie et appeler les pompiers en est empêché par les hommes de la SA. Les pompiers n'arrivent que très tard et ne peuvent empêcher l'embrasement total de la synagogue. Au petit matin, les habitants de Tübingen se réunissent pour voir les ruines. La démolition complète de la synagogue et l'enlèvement des gravats sont mis à la charge de la communauté juive. Les ruines de la synagogue sont vendues aux enchères par la municipalité pour la somme de 86 reichsmarks, en tant que matériau de construction, et les décombres inutilisables sont jetés dans le lit du Neckar. 
En décembre 1940, le terrain de la synagogue est acheté par la ville pour 3 965 reichsmarks, bien au deçà de sa valeur réelle. Après la guerre, en 1945, les Alliés restituent le terrain à la JRSO (Jewish Restitution Successor Organization) qui gère les biens spoliés aux Juifs. La communauté juive de Tübingen n'existant plus, la JRSO rétrocède le terrain en 1949 à la communauté juive de Stuttgart. En 1951, celle-ci vend le terrain à un propriétaire privé qui y construit sa maison.  
Les incendiaires de la synagogue qui ont pu être retrouvés sont condamnés entre 1946 et 1949 à des peines de prison allant de un an et huit mois et deux ans et six mois.    

### Les mémoriaux
Le 9 novembre 1978, un mémorial est inauguré à la Lützelbrunnen, sur un terrain appartenant à l'ancien bourgmestre de la ville Eugen Schmid. Le texte suivant est inscrit sur le rebord de la fontaine: 
« Hier stand die Synagoge der Tübinger jüdischen Gemeinde. 
Sie wurde in der Nacht vom 9./10. November 1938 wie viele andere in Deutschland niedergebrannt.
Ici se trouvait la synagogue de la communauté juive de Tübingen.
 Elle a été incendiée dans la nuit du 9 au 10 novembre 1938, comme beaucoup d'autres en Allemagne »
Cette inscription laconique fait l'objet de nombreuses critiques, car elle perçue comme dénigrante. Une seconde phrase est alors ajoutée: 
« Zum Gedenken an die Verfolgung und Ermordung jüdischer Mitbürger in den Jahren 1933 bis 1945.
À la mémoire des citoyens juifs persécutés et assassinés dans les années 1933 à 1945 »
En 1998, commence sur le terrain de l'ancienne synagogue la construction d'un immeuble de plusieurs appartements. Lors du creusement du trou pour les fondations, apparaissent de façon imprévue les anciennes fondations de la synagogue. Les travaux sont alors suspendus et un débat public engagé pour conserver ces vestiges. Malgré de fortes protestations les travaux reprennent et les fondations sont intégrées dans le sous-sol de la nouvelle maison. Ces restes conservés ne sont pas ouverts au public. 

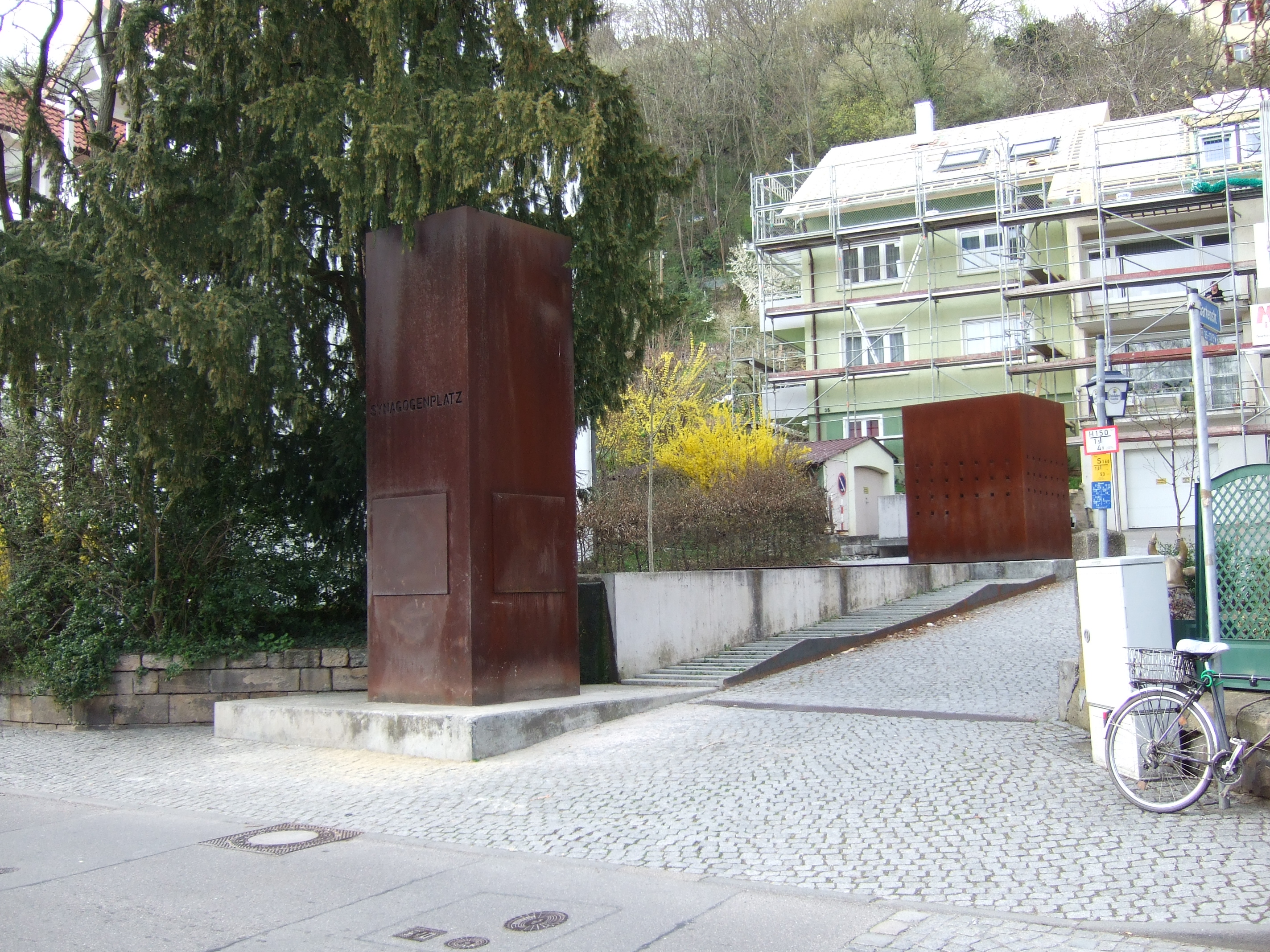
La Synagogenplatz avec le mémorial

En contrepartie, il est décidé d'édifier un monument artistique, à côté du nouveau complexe résidentiel, rappelant le sort des Juifs de Tübingen et pour lutter contre l'oubli. Le monument financé par les habitants de Tübingen, est conçu par l'architecte Jörg Weinbrenner, de Nürtingen et par le sculpteur Gert Riel de Remshalden. Lancé à l'Initiative du Projektgruppe Denkmal Synagogenplatz (Groupe de projet du mémorial de la Synagogenplatz) en coopération avec la ville universitaire de Tübingen, le monument est inauguré le 9 novembre 2000. Sur le monument figure la liste des victimes juives du nazisme. À côté se trouve un texte explicatif avec photos sur la synagogue et la communauté juive de Tübingen.